# Eulalia Page
Eulalia Page, död 1591, var en engelsk mördare. 
Hon hade tvingats gifta sig med en äldre förmögen man vid namn Parry av sina föräldrar, trots att hon älskade George Strangwidge. Tillsammans med sin älskare hade hon sedan hyrt två män att mörda sin make. De inblandade dömdes till döden, och i egenskap av en kvinna som mördat sin make blev Page bränd på bål. Hennes fall blev omtalat på sin tid och föremål för ett skillingtryck, där de besjöngs som ett varnande exempel för sina föräldrar att inte gifta bort sina döttrar mot deras vilja. 